# Dzwon nurkowy

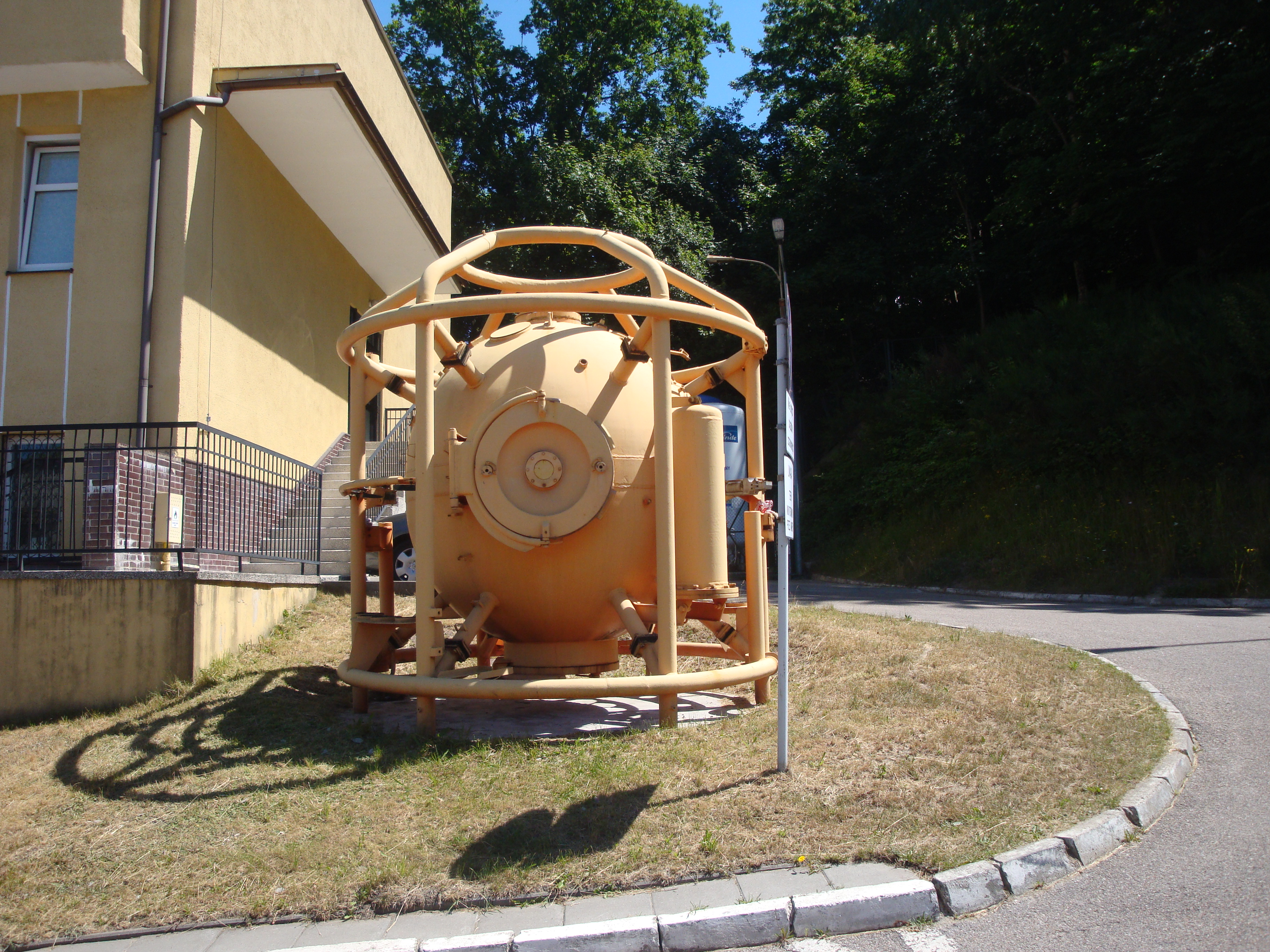
Dzwon nurkowy do nurkowań saturowanych

Dzwon nurkowy – opuszczana do zbiornika wodnego komora z wyrównywanym przez tłoczenie powietrza ciśnieniem, otwarta od dołu (lub z hermetycznym włazem, zamykanym w razie potrzeby), służąca do transportu nurków na różne głębokości. 
Rodzajem dzwonu nurkowego jest dzwon ratowniczy, umożliwiający ewakuację załogi zanurzonego okrętu podwodnego. 
Według legendy pierwowzorem dzwonu nurkowego było urządzenie, dzięki któremu Aleksander Wielki opuścił się na dno morza.